# Jessabelle
Jessabelle (Brasil: Jessabelle - O Passado Nunca Morre / Portugal: Jessabelle - A Revolta do Espírito é um filme de terror e suspense americano dirigido por Kevin Greutert e escrito por Ben Garant. O filme é estrelado por Sarah Snook, Mark Webber, Joelle Carter, David Andrews, Amber Stevens e Ana de la Reguera. O filme foi lançado em 7 de novembro de 2014 nos Estados Unidos e será lançado no dia 18 de Junho de 2015 no Brasil pela PlayArte.

## Enredo
A grávida Jessabelle "Jessie" Laurent ( Sarah Snook ) está prestes a se mudar para a casa de seu noivo, Mark ( Brian Hallisay ) quando seu carro é atingido por um caminhão, matando Mark e causando o aborto de Jessie. Dois meses depois, Jessie, que agora usa uma cadeira de rodas, muda-se para seu pai, Leon ( David Andrews ), em St. Francisville, Louisiana . Ela reside no antigo quarto de sua mãe; sua mãe tendo morrido devido a um tumor no cérebro logo depois que ela nasceu.
Um dia, Jessie encontra uma caixa contendo três fitas de vídeo filmadas pela mãe. Kate ( Joelle Carter ), que aborda Jessie pelo seu nome completo, a parabeniza em seu aniversário de 18 anos e faz uma leitura sobre a morte que conta sobre uma transição, ensinada a ela por Moisés, um homem que ela conheceu em uma igreja local. Kate avisou que uma presença indesejada está assombrando Jessie, uma leitura que se revela verdadeira, já que Jessie sente que uma mulher de cabelos negros ( Amber Stevens ) está assombrando-a desde que ela se mudou. Jessie também tem um sonho onde ela está amarrada para uma cama por sua mãe e vê um ritual de vodu sendo conduzido, onde um homem a sufoca. Leon, que repetidamente tentou dissuadir Jessie de assistir as fitas quebrando-as e jogando a cadeira de rodas de Jessie, tenta queimar todas as fitas, mas uma força o queima dentro do galpão da casa. Durante seu funeral, Jessie se reúne com seu amigo de escola, Preston Sanders ( Mark Webber ), mas entra em colapso depois que ela vê um homem severamente queimado (Vaughan Wilson).
Depois que Preston deixa de cuidar de Jessie, Jessie descobre uma quarta fita que ela opta por não assistir. No dia seguinte, Jessie e Preston atravessam um rio próximo , que Jessie suspeitava desde que viu a luz brilhante e as chamas aparecendo ali. Os dois descobrem ícones e efeitos de vodu, bem como um túmulo de "Jessabelle" com o esqueleto de um bebê, datado do aniversário de Jessie, que eles deram ao xerife Pruitt ( Chris Ellis ) para testes de DNA. Jessie e Preston, em seguida, visitam a casa da Sra. Davis ( Fran Bennett), a mãe de um dos seus amigos, que fala sobre Moisés. Pensando que Moisés está envolvido, os dois se dirigem ao santuário de vodu de Moisés, mas são atacados por um grupo de homens que os forçam a sair. Os dois retornam para a casa de Jessie, onde Preston confessa que, apesar de ser casado, ele ainda está apaixonado por Jessie. Pouco antes de ele sair, a misteriosa mulher ataca e o deixa inconsciente.
Deixada sozinha, Jessie observa a quarta fita, mostrando Kate gritando "Jessabelle, você está morta!" antes de ser cortado. Conduzindo um ritual para convocar a mulher, Jessie é informada por Pruitt que o bebê é filha de Kate, mas não de Leon. A fita toca novamente e mostra Kate se suicidando, chorando dizendo que Moisés está morto. Jessie é confrontada com o espírito de Kate e percebe a verdade: Jessabelle era a filha birracial de Kate e Moses que foi morta, ao lado de seu pai, por Leon; Jessie é a presença indesejada, sendo uma criança adotada para encobrir os crimes. Jurando vingança, Kate e Moisés planejaram transferir o espírito de Jessabelle para Jessie. Jessie é empurrada por Kate e Moisés para o rio, onde Jessabelle nada e pega seu bracelete, voltando na forma de Jessie, que beija Preston depois que ele a salva. Quando Pruitt pergunta "Jessie" se ela está bem, ela responde "É Jessabelle".

## Elenco
- Sarah Snook como Jessie
- Mark Webber como Preston
- David Andrews como Leon
- Joelle Carter como Kate
- Ana de la Reguera como Rosaura
- Amber Stevens como Jessabelle
- Larisa Oleynik como Samantha
- Chris Ellis como Sheriff Pruitt
- Brian Hallisay como Mark
- Lucius Baston como Woods
- Jason Davis como Surgeon
- Paul Shaplin como Ator
- Barbara Weetman como Enfermeira Carson
- Millie Wannamaker como o Fisioterapeuta

## Produção
Greutert foi abordado para dirigir Jessabelle um ano após o lançamento de Saw 3D e depois de ler o roteiro, Greutert concordou em dirigir. A filmagem foi inicialmente concebida para ter lugar na Louisiana, onde o filme se passa, mas foi forçada a se mudar para Wilmington na Carolina do Norte, após os locais apropriados para a filmagem não puderam ser localizados. Greutert editou o filme por conta própria e, inicialmente, o filme foi programado para lançamento em 10 de janeiro de 2014, o filme foi mais tarde adiado para uma data de lançamento 29 de agosto antes de ter mudado para um lançamento teatral limitado e lançamento do vídeo-on-demand em 7 de novembro.

## Recepção
A recepção da crítica para Jessabelle tem sido predominantemente negativa e que o filme mantém uma classificação de "podre" de 24% no Rotten Tomatoes (baseado em 21 comentários).